# Langley (Berkshire)
Pour les articles homonymes, voir Langley.
Langley, également connu sous le nom de Langley Marish, est une ville de l'« unité administrative » de Slough dans le Berkshire, au sud-est de l'Angleterre. Elle se trouve à un peu plus de 3 km à l'est du centre de Slough, avec lequel elle est limitrophe et à 32 km à l'ouest de Charing Cross, dans le centre de Londres.

## Géographie
| Localisation du Berkshire en Angleterre |

| Localisation du Berkshire en Angleterre |

| Localisation du Berkshire en Angleterre |

| Localisation du Berkshire en Angleterre |

Langley a été transféré du Buckinghamshire au Berkshire en 1974. Mis à part Colnbrook et Poyle plus au sud, elle se trouve être la plus à l'est des localités du Berkshire.

## Étymologie
Le nom de lieu Langley dérive de deux mots du Moyen anglais :  lang  signifiant long et  leah , un bois ou une clairière. Langley a été formé d'un certain nombre de clairières : George Green, Horsemoor Green, Middle Green, Sawyers Green et Shreding Green. Elles sont devenues des sites de construction de logements qui ont fusionné en un seul village, centré sur l'église paroissiale de la route de St Mary. Les noms des clairières ont donné les noms de rues ou de parcelles construites.
 Marish  ou  Maries  commémore Christiana de Marecis qui a tenu le manoir pendant une courte période sous le règne d'Édouard Ier, au XIIIe siècle.

## Histoire

### Bâtiments remarquables
L'église dédiée à la Vierge Marie est rattachée au diocèse d'Oxford. C'est un bâtiment classé. Elle abrite la Kedermister Library, donnée par Sir John Kedermister (ou Kederminster), qui a également doté les hospices de 1617 dans le village. À signaler également, la Seymour Almshouses (1679 à 1688), donnée par Sir Edward Seymour, un Président de la Chambre des communes britannique, et ceux fondée en 1839 par William Wild à Horsemoor Green.
La maison de Sir John Kedermister, Langley Park, (achetée par Charles Spencer, troisième duc de Marlborough) a été démolie et reconstruite selon les plans de Stiff Leadbetter, de 1756 à 1758.

Langley Academy, l'école secondaire, a ouvert en 2008 et a été conçue par les architectes Foster et Partners.

### Langley Airfield
Hawker Aircraft Company a acheté Parlaunt Farm à Langley en 1938 et y a construit une grande usine et l'aérodrome. Plus de 8 000 avions militaires ont été fabriqués sur le site, en particulier le Hurricane pendant la Seconde Guerre mondiale, le Tempest et le Sea Fury. Le Hurricane (ouragan), dernier modèle construit, (un MkIIC série PZ865 qui vole encore aujourd'hui avec le Battle of Britain Memorial Flight (en) et British South American Airways) y a été achevé le 15 septembre 1944.

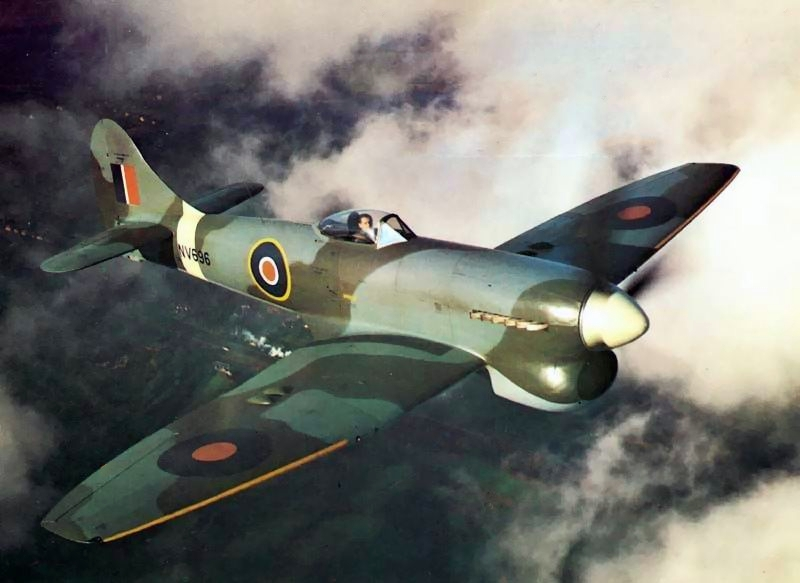
Hawker Tempest en vol en novembre 1944.

Les Hawker Tornado (1940), Typhoon (1940), Tempest (1942), Fury (1944), Sea Fury (1945), et le General Aircraft Hamilcar X-citerne transportant des planeurs (1945) ont tous fait leurs premiers vols à Langley. Après la guerre, l'aérodrome a également été utilisé par Airwork Ltd (en) et British South American Airways pour des travaux d'entretien d'aéronefs.
L'usine Hawker a fermé en 1958, après avoir fabriqué le Hawker Hunter et ses précédents prototypes de jet. La production et le personnel ont été transférés à l'aérodrome d'essais en vol de Dubsfold et l'usine mère de Hawker à Kingston-on-Thames (maintenant Kingston upon Thames ), dans le Surrey. Peu de choses subsistent de l'usine et de l'aérodrome, même si le passé de la région est rappelé dans le nom des rues tels que  Spitfire Close  et  Hurricane Way .

### Ford
La Ford Motor Company a ouvert une usine de composants de véhicules commerciaux à Langley Airfield en 1949, puis a acheté la totalité du site de Hawker Siddeley en 1959. L'ancienne usine d'avions a été réutilisée pour la fabrication de véhicules utilitaires. La Ford Transit a été construite à Langley jusqu'à ce que la production soit transférée à l'usine de Swaythling, Southampton, et plus tard le Ford Cargo. L'usine Langley fait partie d'Iveco en 1986 mais finalement ferme en septembre 1997. Démoli un an plus tard par Gregory Demolition, le site est maintenant réaménagé avec de nouveaux logements, bureaux et entrepôts dont Royal Mail qui dessert à proximité Heathrow Airport.

### Divers
Le Langley Carnaval a lieu chaque année le deuxième samedi de juillet au Langley Park Memorial Recreation Ground.
La Cable Corporation, basée à Langley, a été la première compagnie de câble dans le monde à offrir des services voix, vidéo rendus aux entreprises et aux utilisateurs résidentiels.
Le premier volume de l'autobiographie de l'écrivain Charles Tyrie est intitulé  The Langley Boy ; Tyrie a grandi à Langley dans les années 1940 et 1950.  (ISBN 1-4259-6403-6) /  (ISBN 978-1-4259-6403-0)
Langley est réputé pour être hanté par un fantôme portant un manteau jaune.

## Transports
La gare de Langley comporte un bâtiment de l'époque Brunel. Elle est sur la grande ligne principale occidentale de London Paddington. Cet itinéraire est géré par First Great Western ; un service d'une demi-heure est généralement disponible dans chaque sens.

## Personnalités
- John Milton (1608-74), poète qui est censé avoir vécu pendant un certain temps près de Kedermister Library[5].
- George Larner (1875-1949), athlète spécialiste de la marche, double champion olympique, né à Langley.
- Paul Nash (1889-1946), artiste de guerre des deux dernières guerres mondiales, est enterré dans le cimetière de l'église St. Mary.
- John Pudney (1909-1977) a écrit l'un des poèmes les plus connus de la Seconde Guerre mondiale, For Johnny ( Pour Johnny ). Il est né à Langley.
- Sonya Barlow (1992-), entrepreneuse pakistanaise et britannique, a grandi à Langley.
- Nathaniel Vincent, ministre non conformiste et écrivain, a vécu à Langley après la Restauration anglaise.